# Marcijan Tortonski
Marcijan Tortonski (Marciano, Marziano, Marcianus; ? – oko 120.), prvi tortonski biskup i svetac.

## Životopis
Smatra se da je bio učenik svetog Barnabe. Po svetačkim životopisima, bio je biskupom grada Tortone u Pijemontu, gdje je službovao 45 godina. Usmrćen je razapinjanjem na križu, za doba vlasti rimskog cara Hadrijana. Relikvije mu se čuvaju u katedrali u Tortoni.
Neki autori poistovjećuju svetog Marcijana Tortonskog sa svetim Marcijanom iz Ravene. Dan kada ga se slavi je 6. ožujka.